# Cosmozosteria mesomacula
Cosmozosteria mesomacula är en kackerlacksart som beskrevs av M. Josephine Mackerras 1967. Cosmozosteria mesomacula ingår i släktet Cosmozosteria och familjen storkackerlackor. Inga underarter finns listade i Catalogue of Life.